# Marie Hedeholm
Alice Maria Matilda (Marie) Hedeholm, gift Isedal, född 21 juli 1922 i Herrestads församling i Göteborgs och Bohus län, död 4 juli 2006 i Stockholm, var en svensk skådespelare.
Hon var dotter till Aron Olsson och Signe, född Halén, och var gift 1957–1970 med skådespelaren Tor Isedal, med vilken hon fick sonen Ola Isedal.

## Filmografi
- 1947 – Tappa inte sugen [2]
- 1948 – Nu börjar livet [2]
- 1949 – Greven från gränden [2]
- 1958 – Den store amatören
- 1966 – Nalle Puh på honungsjakt
- 1967 – Askungen (omdubbning)
- 1968 – Nalle Puh och den stormiga dagen
- 1972 – Klara Lust
- 1974 – Nalle Puh och den skuttande tigern
- 1975 – Sängkamrater

## Teater
| År   | Roll                | Produktion                                                                                               | Regi                 | Teater                   |
| ---- | ------------------- | --- | -------------------- | ------------------------ |
| 1951 | Evelyne Galuchon    | Clérambard Marcel Aymé                                                                                   | Per-Axel Branner     | Nya teatern              |
| 1951 | Maria               | Arvtagerskan (The Heiress) Ruth och Augustus Goetz                                                       | Per-Axel Branner     | Riksteatern/ Nya Teatern |
| 1951 | Yvette              | Boboll (Bobosse) André Roussin                                                                           | Per-Axel Branner     | Riksteatern              |
| 1953 |                     | Min fru går igen (Blithe Spirit) Noël Coward                                                             | Per-Axel Branner     | Lisebergsteatern         |
| 1953 | Léontine            | Hennes man (Son mari) Paul Géraldy och Robert Spitzer                                                    | Palle Granditsky     | Nya Teatern              |
| 1955 |                     | Simon och Laura (Simon and Laura) Alan Melville                                                          | Per-Axel Branner     | Lisebergsteatern         |
| 1957 |                     | Den girige (L'Avare) Moliére                                                                             | Tore Karte           | Fredriksdalsteatern      |
| 1958 | Dunjasha            | Körsbärsträdgården (Вишнёвый сад, Visjnjovyj sad ) Anton Tjechov                                         | Sandro Malmquist     | Riksteatern              |
| 1964 | Sally               | Tolvskillingsoperan (Die Dreigroschenoper) Kurt Weill och Bertolt Brecht                                 | Hans Dahlin          | Stockholms stadsteater   |
| 1965 | Medverkande         | 13 quinnor Sandro Key-Åberg, Sonja Åkesson, Robban Broberg, Björn Lindroth , Lars Löfgren och Carl Anton | Christian Lund       | Stockholms stadsteater   |
| 1965 | En kvinna av folket | Isabella (Isabella, tre caravelle e un cacciaballe) Dario Fo                                             | Frank Sundström      | Stockholms stadsteater   |
| 1966 | Medverkande         | Sedan vi gått Lars-Levi Laestadius                                                                       | Lars-Levi Laestadius | Stockholms stadsteater   |
| 1967 | Medverkande         | Viet Rock Megan Terry                                                                                    | Sten Lonnert         | Stockholms stadsteater   |
| 1968 | Amelia              | Bernardas hus (La casa de Bernarda Alba) Federico Garcia Lorca                                           | Bengt Ekerot         | Stockholms stadsteater   |